# 阿部弘毅
阿部弘毅（日语： Abe Hiroaki ?，1889年3月15日—1949年2月6日）是一名日本海军军官，最终军衔为海军中将。
他毕业于日本海军兵学校第39期（1911年），日本海军大学校第23期。在海军兵学校研修时，与之同期的学生还有伊藤整一、远藤喜一、高木武雄、山县正乡、冈敬纯、角田覺治、原忠一等人。